# Uomini di parola (film 2012)
(tag-line del film)
Uomini di parola (Stand Up Guys) è un film del 2012 diretto da Fisher Stevens.
Film commedia statunitense con protagonisti Al Pacino, Christopher Walken e Alan Arkin.

## Trama
Dopo 28 anni di prigione, Val reincontra il suo vecchio amico e complice Doc. Passano una notte di baldoria in cui si riuniscono con un altro vecchio amico Hirsch, che ai tempi delle loro scorribande era solito fare l'autista. Per Val si tratta di una vera e propria rimpatriata, fino a quando capisce che Doc è stato contattato dal boss Claphands per ucciderlo come vendetta per aver provocato la morte accidentale del figlio durante una rapina eseguita 28 anni prima, e per cui Val è stato incriminato.
Tra un'avventura e l'altra, Val e Doc convinceranno Hirsch ad andare in una casa di tolleranza (dove il loro amico si farà onore) e lo perderanno quando Hirsch muore durante una sosta per sistemare una faccenda; non avendo Val tempo per il funerale, i due cercano Nina, la figlia infermiera di Hirsch, e le chiedono il permesso di seppellirlo subito improvvisando un funerale intimo. In più, la coppia ha rubato un'auto senza sapere che dentro il bagagliaio c'è Sylvia, una ragazza aggredita e violentata da piccoli delinquenti di poco conto; scoperta la cosa, essendo i due della vecchia scuola, non tollerano l'accaduto; così rintracciano il posto dove è successo, mettono fuori gioco i giovani criminali e chiamano la polizia, lasciando qualche minuto a Sylvia per vendicarsi.
Alla fine della nottata di bravate, Doc porta Val a mangiare in una tavola calda aperta tutto il giorno, dove lavora la giovane Alex, nipote segreta di Doc (che la ritrae nei suoi quadri); dopo aver inutilmente tentato di convincere Claphands a rinunciare alla vendetta, ottiene invece una minaccia verso Alex. All'alba Doc e Val, dopo aver scassinato un negozio di abiti e presi due completi nuovi, vanno a regolare i conti con il loro vecchio boss.

## Promozione
Il 13 settembre 2012 è stato diffuso online il primo trailer del film. Il trailer italiano è stato invece distribuito il 28 febbraio 2013. Il 17 marzo 2013 il film, in lingua originale e sottotitolato, è stato proiettato al Petruzzelli di Bari, sede del Bifest 2013, con la partecipazione in sala di Giancarlo Giannini, doppiatore di Val / Al Pacino, premiato con il "Federico Fellini Platinum Award for Cinematic excellence".

## Distribuzione
Il film è stato presentato in anteprima al Chicago International Film Festival il 12 ottobre 2012, e successivamente al Mill Valley Film Festival. Il film è stato distribuito limitatamente il 14 dicembre 2012 nelle città di New York e Los Angeles mentre nelle sale statunitensi è stato distribuito il 1º febbraio 2013. In Italia è uscito l'11 luglio 2013 su distribuzione Koch Media.

## Accoglienza
Negli Stati Uniti il film è stato un fiasco: ha incassato solo 3310031 $ non riuscendo a recuperare i 15 milioni spesi come budget decretandone il flop. In Italia è riuscito a incassare circa 90000 € nella prima settimana: l'incasso totale è stato di 205802 €.

## Premi e nomination
- Golden Globe 2013
  - Nomination per la miglior canzone originale a Jon Bon Jovi